# 比亨特 (印地安納州)
比亨特（英語：Beehunter）是位於美國印地安納州格林縣的一個非建制地區。該地的面積和人口皆未知。